# Eleven Sports (Portugal)
 (juillet 2019).
Eleven Sports est un bouquet de chaînes de télévision sportives.
Elle est détenue par Andrea Radrizzani (en) (responsable du marketing sportif de l'agence MP & Silva) et The Channel Company.
L'opérateur a ouvert ses portes au Portugal en 2018 avec l'acquisition des droits de l'UEFA Champions League et de la Liga.

## Histoire
En mai 2018, Eleven Sports a annoncé l'acquisition des droits de l'UEFA Champions League et de LaLiga Santander pour le marché portugais. En juin 2018, il est annoncé qu'il achètera les droits de trois championnats de football français : Ligue 1 Conforama, Coupe de la Ligue et Trophée des Champions. Eleven Sports a également annoncé un partenariat de distribution avec Nowo, dans le cadre duquel elle distribuera les chaînes en format linéaire aux différents opérateurs de télévision payante.
Eleven Sports Portugal propose un ensemble de chaînes et un service de streaming OTT avec un abonnement à 9,99 euros par mois. Les chaînes et le service ont été lancés le 15 août 2018.
À partir du 12 février 2019, les chaînes Eleven Sports étaient disponibles par abonnement auprès de tous les opérateurs de télévision payante (Nos, Meo, Vodafone TV et Nowo) au Portugal.

## Programmation

### Basket-ball
- Championnat d'Espagne de basket-ball

### Contenu de clubs
- Barça TV
- Arsenal TV
- Juventus TV

### Sports motorisés
- Formule 1
- Formule 2
- Formule 3
- Série TCR Europe
- Porsche Mobil 1 Supercup

### eSports
- UEFA eChampions League

### Football
- ABN AMRO Future Cup
- UEFA Champions League
- Super Coupe de l'UEFA
- UEFA Youth League
- Bundesliga
- 2. Bundesliga
- DFL-Supercup
- Sky Bet Championship
- Sky Bet League One
- Jupiler Pro League
- Supercoupe de Belgique de football
- Premiership écossaise
- LaLiga Santander
- Ligue 1 Conforama
- Coupe de la Ligue
- Trophée des Champions

### Football américain
- NFL

### Futsal
- Ligue des champions de futsal de l'UEFA

### Kickboxing
- Enfusion

### MMA
- M-1 Global

### Tennis
- ATP 250
- Coupe Laver